# Sydkorea ved sommer-OL 2016
Sydkorea deltog ved Sommer-OL 2016 i Rio de Janeiro som blev arrangeret i perioden 5. august til 21. august 2016.

## Medaljer
| 2016 Rio de Janeiro | Guld | Sølv | Bronze | Total |
| Sydkorea            | 9    | 3    | 9      | 21    |

### Medaljevinderne
| Sydkorea under sommer-OL 2016 i Rio de Janeiro | Sydkorea under sommer-OL 2016 i Rio de Janeiro | Sydkorea under sommer-OL 2016 i Rio de Janeiro | Sydkorea under sommer-OL 2016 i Rio de Janeiro | Sydkorea under sommer-OL 2016 i Rio de Janeiro |
| Medalje                                        | Navn                                           | Sport                                          | Event                                          | Dato                                           |
| ---------------------------------------------- | ---------------------------------------------- | ---------------------------------------------- | ---------------------------------------------- | ---------------------------------------------- |
| Guld                                           | Kim Woo-jin Ku Bon-chan Lee Seung-yun          | Bueskydning                                    | Herrehold                                      | august 6                                       |
| Guld                                           | Chang Hye-jin Choi Mi-sun Ki Bo-bae            | Bueskydning                                    | Damehold                                       | august 7                                       |
| Guld                                           | Park Sang-young                                | Fægtning                                       | Mændenes kårde                                 | august 9                                       |
| Guld                                           | Jin Jong-oh                                    | Skydning                                       | Mændenes 50 m pistol                           | august 10                                      |
| Guld                                           | Chang Hye-jin                                  | Bueskydning                                    | Damesingle                                     | august 11                                      |
| Guld                                           | Ku Bon-chan                                    | Bueskydning                                    | Herresingle                                    | august 12                                      |
| Guld                                           | Kim So-hui                                     | Taekwondo                                      | Kvindernes 49 kg                               | august 17                                      |
| Guld                                           | Oh Hye-ri                                      | Taekwondo                                      | Kvindernes 67 kg                               | august 19                                      |
| Guld                                           | Park Inbee                                     | Golf                                           | Kvindernes individuel                          | august 20                                      |
| Sølv                                           | Jeong Bo-kyeong                                | Judo                                           | Kvinderness 48 kg                              | august 6                                       |
| Sølv                                           | An Ba-ul                                       | Judo                                           | Mændenes 66 kg                                 | august 7                                       |
| Sølv                                           | Kim Jong-hyun                                  | Skydning                                       | Mændenes 40 m riffel, liggende                 | august 12                                      |
| Bronze                                         | Yoon Jin-hee                                   | Vægtløftning                                   | Kvindernes 53 kg                               | august 7                                       |
| Bronze                                         | Gwak Dong-han                                  | Judo                                           | Mændenes 90 kg                                 | august 10                                      |
| Bronze                                         | Kim Jung-hwan                                  | Fægtning                                       | Mændenes sabel                                 | august 10                                      |
| Bronze                                         | Ki Bo-bae                                      | Bueskydning                                    | Damesingle                                     | august 11                                      |
| Bronze                                         | Kim Hyeon-woo                                  | Brydning                                       | Mændenes 75 kg græsk-romersk stil              | august 14                                      |
| Bronze                                         | Kim Tae-hun                                    | Taekwondo                                      | Mændenes 58 kg                                 | august 17                                      |
| Bronze                                         | Lee Dae-hoon                                   | Taekwondo                                      | Mændenes 68 kg                                 | august 18                                      |
| Bronze                                         | Jung Kyung-eun Shin Seung-chan                 | Badminton                                      | Kvindernes double                              | august 18                                      |
| Bronze                                         | Cha Dong-min                                   | Taekwondo                                      | Mændenes +80 kg                                | august 20                                      |